# William Gros
William Gros (Saint-Pierre, 31 marzo 1992) è un calciatore malgascio, attaccante del Saint-Pierroise.

## Biografia
È cugino di Mathieu Acapandié, anch'esso calciatore.

## Caratteristiche tecniche
Attaccante, può giocare anche da ala sinistra.

## Carriera

### Club
Ha giocato nella prima divisione scozzese.

### Nazionale
Nel 2018 ha esordito in nazionale; nel 2019 ha partecipato alla Coppa d'Africa.

## Palmarès

### Club

#### Competizioni nazionali
- Coppa di Lega scozzese: 1

Kilmarnock: 2011-2012